# Nanolpium transvaalense
Nanolpium transvaalense es una especie de arácnido del orden Pseudoscorpionida de la familia Olpiidae.

## Distribución geográfica
Se encuentra en el sur de África.